# 蒙特库贝罗战役
蒙特库贝罗战役是由于加利西亚人的起义军反抗阿斯图里亚斯人的统治，导致由希罗国王（Silo）领导的阿斯图里亚斯王国军队与其发生的武装冲突。最终，加利西亚人的土地被并入了阿斯图里亚斯王国。
此前，加利西亚的北部已被国王阿方索一世（Alfonso I）并入阿斯图里亚斯，并任命来自非洲前阿非利加行省的基督徒难民奥多阿留斯（Odoarius）为卢戈主教。在此后的10年，尤其是弗鲁埃拉一世（Fruela I）统治年间，加利西亚以及其他边缘地区都出现了一些分裂主义倾向，希望从阿斯图里亚斯的统治中解放出来。
但根据编年史《Crònica Rotense》和《Crónica Sebastianense》的记载，直到希罗统治时期，叛乱才开始出现。为了镇压叛乱，阿斯图里亚斯军队沿着连接奥维耶多和阿斯图里亚斯王国中部的卢戈与伊里亚·弗拉维亚的罗马道路前进，并在卡斯特罗韦尔德拦截了加利西亚叛军，在当地将其击败。
根据西班牙历史学家安东尼奥·洛佩斯·费雷罗（Antonio López Ferreiro）的说法，在蒙特库贝罗教区有两座堡垒，分别位于麦克赛德和萨切达，可能是在阿斯图里亚斯军队进行围攻时作为加利西亚军队的避难所。